# Communauté de communes Éguzon-Argenton-Vallée de la Creuse
Die Communauté de communes Éguzon-Argenton-Vallée de la Creuse (offizielle Schreibweise: Communauté de communes Éguzon - Argenton - Vallée de la Creuse) ist ein französischer Gemeindeverband mit der Rechtsform einer Communauté de communes im Département Indre in der Region Centre-Val de Loire. Der Gemeindeverband wurde am 25. November 2016 gegründet und umfasst 21 Gemeinden. Der Verwaltungssitz befindet sich im Ort Argenton-sur-Creuse.

## Historische Entwicklung
Der Gemeindeverband entstand mit Wirkung vom 1. Januar 2017 durch die Fusion der Vorgängerorganisationen
- Communauté de communes du Pays d’Éguzon-Val de Creuse und
- Communauté de communes du Pays d’Argenton-sur-Creuse.

## Mitgliedsgemeinden
| Gemeinde                                                   | Einwohner 1. Januar 2022 | Fläche km² | Dichte Einw./km² | Code INSEE | Postleitzahl |
| ---------------------------------------------------------- | ------------------------ | ---------- | ---------------- | ---------- | ------------ |
| Argenton-sur-Creuse                                        | 4.817                    | 29,34      | 164              | 36006      | 36200        |
| Badecon-le-Pin                                             | 761                      | 9,88       | 77               | 36158      | 36200        |
| Baraize                                                    | 357                      | 16,39      | 22               | 36012      | 36270        |
| Bazaiges                                                   | 213                      | 18,37      | 12               | 36014      | 36270        |
| Bouesse                                                    | 388                      | 24,19      | 16               | 36022      | 36200        |
| Ceaulmont                                                  | 673                      | 17,38      | 39               | 36032      | 36200        |
| Celon                                                      | 383                      | 17,04      | 22               | 36033      | 36200        |
| Chasseneuil                                                | 710                      | 29,85      | 24               | 36042      | 36800        |
| Chavin                                                     | 270                      | 14,01      | 19               | 36048      | 36200        |
| Cuzion                                                     | 474                      | 18,45      | 26               | 36062      | 36190        |
| Éguzon-Chantôme                                            | 1.314                    | 36,44      | 36               | 36070      | 36270        |
| Gargilesse-Dampierre                                       | 267                      | 15,72      | 17               | 36081      | 36190        |
| Le Menoux                                                  | 412                      | 5,58       | 74               | 36117      | 36200        |
| Le Pêchereau                                               | 1.781                    | 20,94      | 85               | 36154      | 36200        |
| Le Pont-Chrétien-Chabenet                                  | 934                      | 9,03       | 103              | 36161      | 36800        |
| Mosnay                                                     | 463                      | 25,28      | 18               | 36131      | 36200        |
| Pommiers                                                   | 228                      | 12,19      | 19               | 36160      | 36190        |
| Saint-Gaultier                                             | 1.714                    | 9,20       | 186              | 36192      | 36800        |
| Saint-Marcel                                               | 1.510                    | 17,84      | 85               | 36200      | 36200        |
| Tendu                                                      | 654                      | 42,17      | 16               | 36219      | 36200        |
| Velles                                                     | 979                      | 63,09      | 16               | 36231      | 36330        |
| Communauté de communes Éguzon-Argenton-Vallée de la Creuse | 19.302                   | 452,38     | 43               | –          | –            |